# Fishers Island
Fishers Island és una concentració de població designada pel cens dels Estats Units a l'estat de Nova York. Segons el cens del 2000 tenia 289 habitants.

## Demografia
Segons el cens del 2000, Fishers Island tenia 289 habitants, 138 habitatges, i 77 famílies. La densitat de població era de 27,6 habitants per km².
Dels 138 habitatges en un 26,1% hi vivien nens de menys de 18 anys, en un 44,2% hi vivien parelles casades, en un 5,1% dones solteres, i en un 43,5% no eren unitats familiars. En el 34,8% dels habitatges hi vivien persones soles el 10,1% de les quals corresponia a persones de 65 anys o més que vivien soles. El nombre mitjà de persones vivint en cada habitatge era de 2,09 i el nombre mitjà de persones que vivien en cada família era de 2,72.
Per edats la població es repartia de la següent manera: un 21,8% tenia menys de 18 anys, un 2,1% entre 18 i 24, un 30,8% entre 25 i 44, un 27,3% de 45 a 60 i un 18% 65 anys o més.
L'edat mediana era de 43 anys. Per cada 100 dones de 18 o més anys hi havia 98,2 homes.
La renda mediana per habitatge era de 50.521 $ i la renda mediana per família de 59.583 $. Els homes tenien una renda mediana de 47.917 $ mentre que les dones 26.250 $. La renda per capita de la població era de 31.652 $. Entorn del 4,5% de les famílies i el 9% de la població estaven per davall del llindar de pobresa.